# Lorenzana
Lorenzana là một đô thị ở tỉnh Pisa trong vùng Toscana thuộc Ý, có cự ly khoảng 60 km về phía tây nam của Florence và khoảng 25 km về phía đông nam của Pisa. Tại thời điểm ngày 31 tháng 12 năm 2004, đô thị này có dân số 1.159 người và diện tích là 19,4 km².
Lorenzana giáp các đô thị: Casciana Terme, Crespina, Fauglia, Lari, Orciano Pisano, Santa Luce.